# الان (بلژیک)
شهر الان (به فرانسوی: Halen) در شهرستان اسلت در استان لمبورگ در منطقه فلاندری در کشور بلژیک واقع شده‌است.